# Fahrbahnverengung

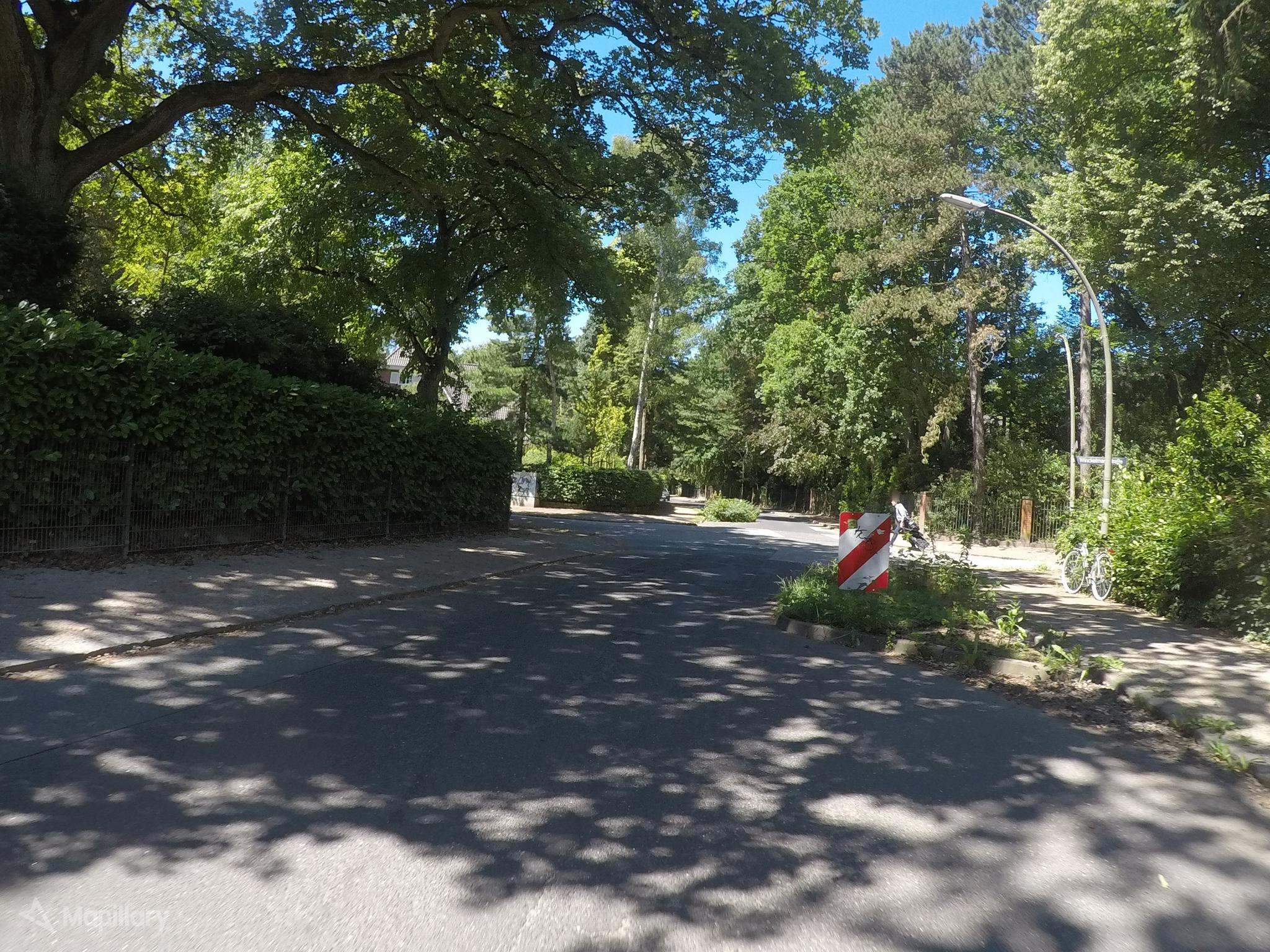
Rechtsseitige Fahrbahnverengung zur Verkehrsberuhigung in einem Villenviertel in Hamburg

Eine Fahrbahnverengung ist in Abgrenzung zu einer Fahrbahnsperrung gegeben, wenn mindestens  ein Fahrstreifen pro Richtungsfahrbahn offen bleibt. Sie kann beidseitig § 40 StVO durch Zeichen 120 (Verengte Fahrbahn) oder Zeichen 121 (Einseitig rechts verengte Fahrbahn) angezeigt werden.
Bei beidseitig verengten Fahrbahnen handelt es sich oft um eine weniger breite Brücke, Unterführung oder einen verkehrsberuhigten Bereich. Bei einseitig (rechts) verengten Fahrbahnen handelt es sich oft um eine Arbeitsstelle oder ein Verkehrshindernis vor allem auf innerörtlichen und außerörtlichen Straßen.
Langsames Herantasten an die Engstelle ist indiziert. Bei einer beidseitigen Fahrbahnverengung (Gefahrenzeichen 120) gilt das Gebot der wechselseitigen Rücksichtnahme (§ 1 StVO). Ein regelhafter Vorrang eines der beiden bisherigen Fahrstreifen besteht nicht. Bei einer einseitig verengten Fahrbahn (Gefahrenzeichen 121) besteht regelhaft Vorrang des durchgehenden Fahrstreifens. Oft regeln die Verkehrszeichen 308 oder 309 die Vorfahrt.
Auf mehrstreifigen Straßen, vor allem auf Bundesautobahnen ist das Reißverschlussverfahren anzuwenden, wenn eine oder mehrere Fahrstreifen pro Richtung abrupt enden und mindestens ein durchgehender Fahrstreifen wegfällt.

## Normen und Standards

### Deutschland
- Richtlinien für die Sicherung von Arbeitsstellen an Straßen (RSA)

Österreich
- RVS 05.05.40 ff. – Baustellenabsicherung

### Schweiz
- SN 640 885c – Signalisation von Baustellen auf Autobahnen und Autostrassen